# Famille Mareschal (Franche-Comté)
Pour les articles homonymes, voir Familles Mareschal.
 (août 2024).
La famille Mareschal est une famille de la noblesse franc-comtoise, originaire de Vuillafans.

## Histoire

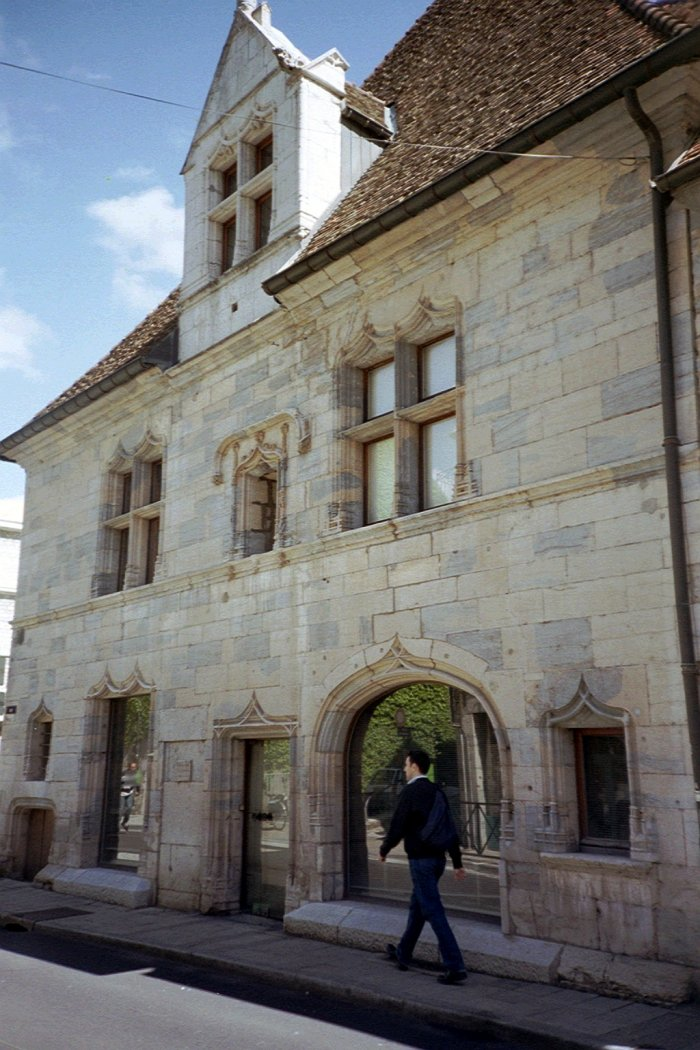
Maison Mareschal en 2002 - Construction 1520

Guillaume Mareschal fils d’Aymonin Mareschal et de Sybille Gérard vint s’établir à Besançon à la fin du XVe siècle où il fait construire l'Hôtel Mareschal près de la porte Rivotte.
Pendant près de trois siècles, les Mareschal participèrent activement au gouvernement de la cité de Besançon et de la Franche-Comté en donnant une quinzaine de co-gouverneurs, trois maires, de nombreux conseillers au parlement, un premier maître de la chambre des comptes de Dole et plusieurs présidents à mortier.
Cette famille divisée en 6 branches possédait des fiefs dans l’ensemble de la région[réf. nécessaire].
1. Mareschal d’Audeux (seigneur d’Audeux), cette branche s’est éteinte en 1804
2. Mareschal de Vezet (comte de Mareschal-Vezet, seigneur de Vezet, Pleure, Grencourt, Velloreille, Vaux, Les Baties et autres lieux), cette branche s’est éteinte en 1926[1]
3. Mareschal de Charentenay (seigneur de Charentenay, Thise et autres lieux), anobli (lettres de relief pour cause de dérogeance) en 1642[1], seule branche encore subsistante de nos jours
4. Mareschal de Bougey (seigneur de Bougey, Purgerot et Augicourt), cette branche s’est éteinte au milieu du XVIIIe siècle.
5. Mareschal de Sauvagney (seigneur de Sauvagney, Gésiers et autres lieux), cette branche s’est éteinte en 1851.
6. Mareschal de Sorans et de Bouclans (baron de Bouclans, seigneur de Bouclans, Sorans, Pugey, Aigremont, Glamondas, et autres lieux), cette branche s’est éteinte en 1694.

## Personnalités
- Jean-Baptiste Mareschal, personnalité de la ville de Besançon, maire de cette ville en 1680
- Ferdinand Mareschal, élu vicomte mayeur de Besançon en 1700.
- Luc Mareschal de Vezet, président de la chambre des comptes de Franche Comté. Il fait passer à Philippe II, empereur du Saint Empire romain germanique, d'importants subsides pour poursuivre la guerre. « Ayant dérogé à la noblesse de ses aïeux », il recevra en 1621 des lettres de dérogeance de Philippe II. Grand voyageur, il décède à Bruxelles en 1662 quelques jours avant la naissance de son dernier fils dont il ne sera pas averti. Son cœur sera ramené à Besançon puis inhumé, en présence des gouverneurs de la ville et de son épouse Suzanne Pétremand, en l'église des Capucins dans la chapelle dédiée à la famille.
- Pierre Mareschal
- Joseph Luc Hippolyte Mareschal, comte de Vezet, président à mortier au parlement de Besançon (1771), président de l'Académie de Besançon, député de la noblesse aux États généraux. En 1791, il partit en émigration à Coblentz où il se mit au service de Louis XVIII par lequel il fut chargé de plusieurs missions. Il dirigea entre autres l'agence royaliste dit « de Souabe ». Il ne revint en France qu'en 1814, où il mourut quelques années plus tard. Grand amateur d'art, il possédait une galerie de tableaux (Vélasquez, Wirsch), une bibliothèque de 18000 volumes rares ainsi qu'un cabinet d'antiquités parmi les plus réputés de la région.

## Blason et devise

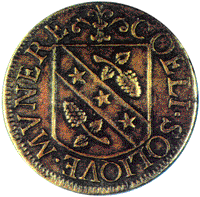
Jeton de la famille Mareschal en 1667

Son blason est : « D’argent à la bande d’azur chargée de 3 étoiles d’or et accompagnées de 2 grappes de raisin de pourpre, feuillées
et tigées de sinople, celle de la pointe ayant la queue en bas. », la devise de la famille est « Coeli solique munere » (ce qui signifie par le don du ciel et de la terre en latin).